# Коефіцієнт тривкості гірської породи

Коефіціє́нт три́вкості гірсько́ї поро́ди (англ. coefficient of rock hardness, нім. Festigkeitskoeffizient m des Gesteins  n pl) — величина, що приблизно характеризує відносну опірність породи руйнуванню при її видобуванні.
Зазвичай приймають, що коефіцієнт тривкості гірської породи f (у наведеній таблиці — Ктр) дорівнює частці від ділення величини границі міцності під час одноосного стиснення σст (в МПа) на 10. Існує декілька класифікацій міцності гірських порід. Найуживаніша шкала коефіцієнтів тривкості гірських порід, запропонована М. М. Протодьяконовим.

## Експериментальне визначення коефіцієнта тривкості
Основний метод визначення коефіцієнта тривкості — метод роздавлювання зразків правильної форми. Однак не завжди можна відібрати представницьку пробу для виготовлення зразків правильної форми. Тому для визначення коефіцієнта тривкості твердих мінеральних руд рекомендується метод визначення питомої роботи дроблення (метод товчіння).
Коефіцієнт тривкості визначають по відношенню до роботи, що затрачена на дроблення мінеральної сировини, до площі новоутвореної поверхні, яка оцінюється сумарним об'ємом частинок крупністю — 0,5 мм. Для визначення коефіцієнта тривкості використовують прилад визначення тривкості (рис.), сито з квадратними отворами розміром 0,5 мм, скляний циліндр об'ємом 10 мл, сушильну шафу з терморегулятором, молоток і металеву плиту для відбивання шматочків проби.

Відібрану пробу розколюють молотком на твердій основі на дрібні шматочки розміром 20 — 40 мм. На одну наважку підготовлюють 6 — 10 шматочків з урахуванням того, щоб вони розмістилися на дні стакана в один шар. Число шматочків повинно бути достатнім для 10 наважок (два досліди по 5 наважок). Шматочки у повітряно-сухому стані дроблять скиданням гирі з висоти 0,5 м. Число скидань в залежності від тривкості сировини може бути від 3 до 20, щоб об'єм дріб'язку, який утворився в результаті дроблення, був рівним близько 20 % наважки. Після дроблення кожну наважку просіюють через сито. Об'єм дріб'язку, що утворився, вимірюють у скляному циліндрі.
Коефіцієнт тривкості мінеральної сировини визначають за формулою:
{\displaystyle f=A/V},
де А — робота, що затрачена на дроблення, МДж; V — об'єм дріб'язку, що утворився, м3.
Робота, що затрачена на дроблення:
{\displaystyle A=5Hmn},
де 5 — число наважок; Н — висота скидання, м; m — маса гирі, кг; п — число скидань.
За остаточний результат приймають середнє арифметичне 10 визначень, якщо розходження між результатами середнього арифметичного з 5 вимірювань не перевищує 5 %. А якщо розходження перевищує 5 %, роблять третій дослід на 5 наважках і обчислюють середнє арифметичне 15 визначень.